# Martell
Pour les articles homonymes, voir Martell (homonymie).
Martell est l'une des plus anciennes maisons de cognac. Fondée en 1715 par Jean Martell (1694-1753), elle fait partie de la filiale Martell Mumm Perrier-Jouët du groupe de vins et spiritueux français Pernod Ricard.

## Histoire

### Les origines
En 1715, Jean Martell, jeune négociant originaire de l'île de Jersey, crée son affaire de négoce d'eaux de vie à Cognac, sur les berges de Charente, et fonde ainsi une des toutes premières maisons de cognac exportant dès 1720 vers Hambourg, Liverpool et Londres. À sa mort en 1753, la maison est dirigée par sa veuve Rachel Lallemand, véritable femme d'entreprise puis à partir de 1775 par ses deux fils Jean et Frédéric qui développent et transforment la maison de commerce en une solide entreprise. J&F Martell devient la première maison de cognac en Angleterre en 1814 et devient Martell & Cie en 1820.

### Le développement
En 1831, Martell crée son premier cognac « VSOP » (Very Supérieur Old Pale) et continue son essor international. Sa renommée s’étend dans le monde, avec les premières exportations dans la deuxième moitié du XIXe siècle vers le Japon et d’autres marchés asiatiques comme les Indes néerlandaises, l'Indochine, la Malaisie et la Corée.
Cordon Bleu, créé en 1912, est certainement la référence la plus connue de la société.
Martell est servi à bord du Queen Mary en 1936 ou encore du Concorde en 1977.

### Depuis les années 1980
En 1987, Seagram prend le contrôle du fabricant français pour 1,2 milliard de dollars.
Après le rachat d'une partie des alcools du groupe Seagram en 2001, Martell appartient au groupe de spiritueux français Pernod Ricard.
Dans les années 2000, Martell lance de nouveaux cognacs : « Martell XO » en 2005, « Martell Création Grand Extra » en 2007, dans un flacon créé par l’artiste et designer verrier Serge Mansau. En 2009, Martell lance son cognac signature, L’Or de Jean Martell. En 2011, Martell enrichit sa gamme « ultra-prestige » avec un cognac d'exception « Martell Chanteloup Perspective », un hommage au savoir-faire des maîtres de chai et au domaine de Chanteloup.
Martell rejoint en 2006 le Comité Colbert, association œuvrant au rayonnement international des maisons de luxe françaises.
En 2010, Martell renouvelle son mécénat avec le Château de Versailles, commencé en 2007, en soutenant la restauration de l’antichambre de la Reine. En 2012, Martell Cordon Bleu lancé par Edouard Martell en 1912 à l’hôtel de Paris à Monaco, célèbre son 100e anniversaire dans ce même lieu. À l'occasion de la célébration de son 300e anniversaire, Martell offre un passage de la Patrouille de France à ses convives, réunis au Château de Versailles, le 20 mai 2015.

## Savoir-faire

### Les Borderies
Les Borderies est le plus petit terroir et l'un des plus prestigieux[réf. souhaitée] de l'AOC Cognac de par la rareté et la qualité des eaux-de-vie auxquelles il donne naissance. Lorsqu’il fonde sa maison en 1715, Jean Martell s’intéresse déjà aux Borderies. Ses variétés d'ugni blanc apportent à ses cognacs une richesse aromatique marquée par des notes de fruits confits et d’épices douces.

### Distillation

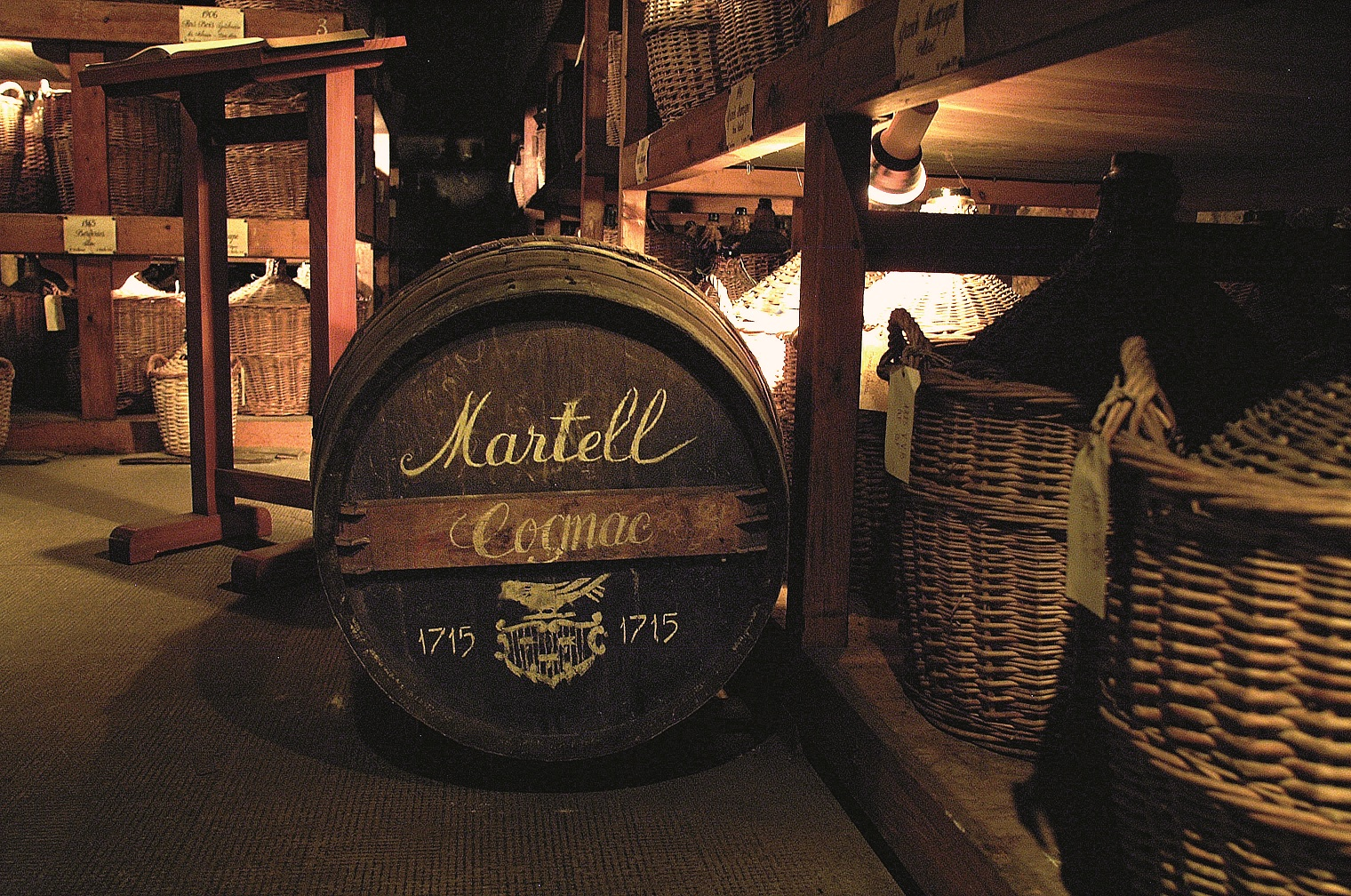
La cave de vieillissement de Martell.

Martell a mis au point sa propre méthode de distillation[réf. nécessaire], utilisant des alambics charentais traditionnels en cuivre. Supervisée par le maître de chai, la distillation fait appel à une technique et à un savoir-faire transmis depuis l’époque de Jean Martell.

### Vieillissement
Les douelles des barriques utilisées sont pris dans des chênes sessiles à grains fins de la forêt de Tronçais[réf. nécessaire]. Lorsque la maturation est arrivée à son terme, régulièrement veillée par le maître de chais, les eaux-de-vie sont prélevées en vue d’un assemblage, dont la teinte est ajustée au colorant caramel, qui donnera naissance au cognac.

## Patrimoine de la maison Martell

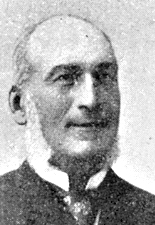
Édouard Martell

### Le site de Gâtebourse à Cognac
Dès le XVIIIe siècle, Jean Martell acquiert une petite maison en ville avec quelques lieux d'entreposage. Rapidement il lui faudra trouver des sites en dehors des remparts de la ville et achète le clos de Gâtebourse en 1750.

### Le domaine de Chanteloup
Construit à quelques kilomètres de Cognac, le domaine de Chanteloup est une demeure charentaise typique au milieu des bois et des vignes lorsque Théodore Martell (1793-1872) en fit l’acquisition en 1838. Il l'agrandit progressivement en y créant un parc, des jardins potagers, une orangerie et des écuries. Édouard Martell y installe un laboratoire pour trouver un remède contre la maladie pendant la crise du phylloxéra et met des parcelles à disposition pour des expérimentations. En 1920, Maurice Firino Martell, hérite de la maison et la fait reconstruire par l’architecte cognaçais Jean Chalard dans le style anglo-normand pour sa femme Elisabeth. Le domaine devient ensuite un lieu de réception de la Maison Martell qui y accueille ses invités de prestige.

### La distillerie de Gallienne
Le domaine de Gallienne, à Javrezac, au cœur des Borderies est acquis par Martell en 1953, pour implanter sa nouvelle distillerie. Elle conserve le procédé original développé par la maison Martell depuis 1750. La première distillerie est construite en 1963 avec 10 chaudières de 10 hl, puis une seconde est bâtie en 1973 avec huit chaudières de 25 hl et quatre de 130 hl. Une troisième distillerie est construite en 1993 dont les alambics sont automatisés.

## Gamme de produits

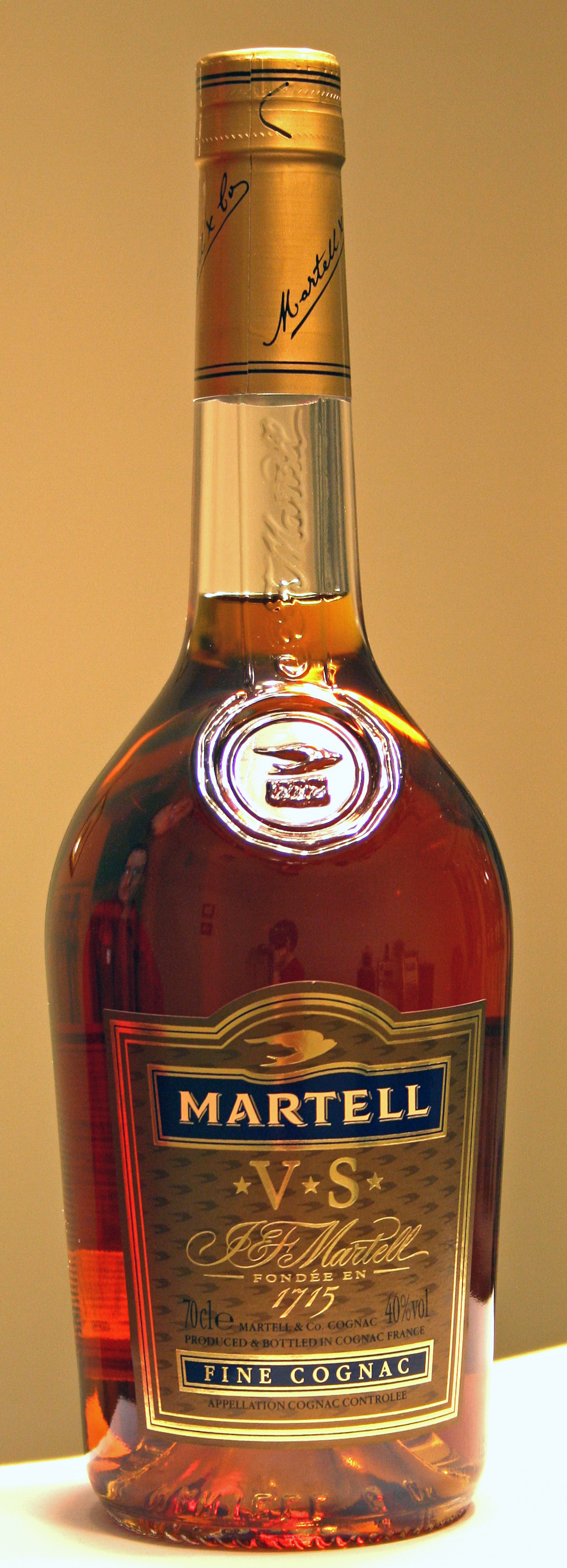

Martell sélectionne des crus de la région de Cognac : les Borderies, la Grande Champagne, la Petite Champagne et les Fins Bois.
- Martell VS : Créé il y a plus de 150 ans sous le nom de Trois Étoiles, Martell VS (Very Special) est destiné plus particulièrement à la dégustation en long drink ou en cocktail.
- Martell VSOP : (Very Superior Old Pale).
- Martell Noblige : assemblage de vieilles eaux-de-vie.
- Martell Cordon Bleu : Le Cordon Bleu est créé par Edouard Martell en 1912. Il est caractérisé par un goût aux notes de fruits confits et de pain d’épices[10].
- Martell XO : Assemblage de crus des Borderies et de Grande Champagne. Sa bouteille est en forme d’arche.
- Martell Chanteloup : Cognac « Extra » qui rassemble des eaux-de-vie dont certaines ont vieilli plusieurs années au sein des chais de Chanteloup.
- Martell Création Grand Extra : Assemblage de crus des Borderies et de Grande Champagne.
- Martell Cohiba : Assemblage de vieilles eaux-de-vie provenant du terroir Grande Champagne. Il est caractérisé par des accents de fleurs séchées[11].
- L’Or de Jean Martell : Assemblage de crus des Borderies et de Grande Champagne. Ce cognac rassemble plus de quatre cents eaux-de-vie, dont certaines sont plus que centenaires[12].